# سید عبدالله ارجائی
سید عبدالله ارجائی شیرازی (زاده ۱۳۵۹) مدیر اجرایی ایرانی، شهردار سابق مشهد و معاون برنامه ریزی و مدیریت منابع کنونی وزارت راه و شهرسازی است. وی نوه سید عبدالله شیرازی از مراجع تقلید ایرانی است.
ارجائی فارغ‌التحصيل کارشناسی ارشد مدیریت فناوری اطلاعات از دانشگاه فردوسی مشهد می‌باشد. وی پیش از شهرداری مشهد، مديرعامل بنیاد پانزده خرداد بود. از فعالیت‌های شاخص وی در دوران تصدی شهرداری مشهد می‌توان به تحقق بیش از ۱۰۰ درصدی بودجه درآمدی در دو سال پیاپی (۱۴۰۰ و ۱۴۰۱) و  انتقال پادگان ۴۰۰ هکتاری مشهد به بیرون شهر، بعد از ۱۷ سال اشاره کرد.
از دیگر سوابق وی می توان به معاون توسعه مدیریت و منابع سازمان شهرداری‌ها و دهیاری‌های کشور ، فرماندار شهرستان فاروج، معاون فرمانداری مشهد، معاون شهرداری مشهد، مدیرکل کتاب‌خانه‌های عمومی خراسان شمالی، رئیس هیئت مدیره شرکت مدبر کشت، عضو هیئت مدیره شرکت آفرین، عضو هیئت مدیره نمایشگاه بين‌المللی مشهد، مدیرکل ستاد اجرایی فرمان امام خراسان رضوی و مشاور عالی مدیرعامل بانک شهر اشاره کرد.